# Dawnless
Dawnless – heavymetalowy zespół założony w 2003 roku w Szwajcarii (członkowie pochodzą z Bagnes, Valais).

## Życiorys
Zespół powstał na początku 2003 roku. Znaczenie nazwy zespołu pochodzi od miejsca, z którego pochodzą członkowie, zacienionego w zimie. W 2006 nagrali swoją debiutancką płytę „A Way of Escape”. Kilka miesięcy później zrealizowali pierwszy teledysk.

## Członkowie
- Samuel Michaud – bas
- Hervé Michaud – gitara
- Bertrand Ecoffey – wokal,gitara
- Lionel May – klawisze,drugi wokal
- David Ecoffey – perkusja

## Dyskografia
- A Way Of Escape (2006)

1. Winds Of Fate
2. Death Makes The Rules
3. Trying To Get Away
4. Gotta Think Twice
5. No Shit Sherlock
6. Domestic Violence
7. Unhealing Wound
8. The World We See
9. A Voice In The Night
10. Who Am I

- While Hope Remains (2008)

1. Absolution
2. Freedom's Gone
3. We're All The Same
4. Dying Alone
5. Shadow And Pain
6. The Planet's Dream
7. Beyond Words
8. White Risk
9. Towards Hope